# Brottsjö
Brottsjö, eller brytande våg, är en vattenvåg som bryter, det vill säga hastigheten i vågens övre del är så pass mycket större än hastigheten i den nedre delen, så att vågen tippar över. Brottsjö bildas på öppet hav vid vindhastigheter på över 5 meter per sekund. I vardagligt tal brukar man säga att det "går vita gäss" när vågorna bryter.
Vågor börjar även bryta när de kommer in på grunt vatten, se bränning.